# Tenue de ville

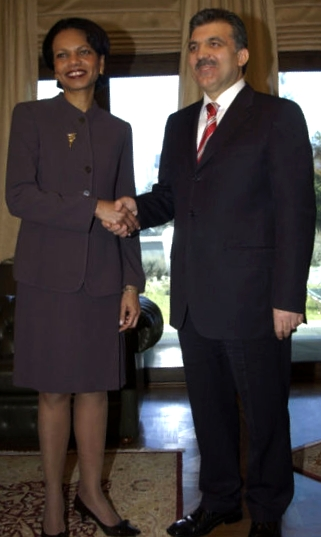
Condoleezza Rice, Secrétaire d'État des États-Unis et Abdullah Gül, président de la république de Turquie, en tenue de ville.

La tenue de ville est un code vestimentaire occidental répandu dans le monde des affaires. Imprimée sur un carton d'invitation, cette expression fait référence aux vêtements portés au bureau ; les hommes sont alors invités à se vêtir d'un complet avec une cravate et les femmes d'un tailleur ou d'une robe sobre (en évitant les robes à bretelles étroites et les décolletés trop prononcés),.
En pratique, depuis les années 2010, des assouplissements semblent se dessiner, au moins pour les hommes : port de la cravate facultatif, port de polo ou de jean admis, par exemple,.